# Iekaterina Kórbut
Iekaterina Valérievna Kórbut (en rus: Екатери́на Вале́рьевна Ко́рбут); nascuda a Taixkent el 9 de febrer de 1985, és una jugadora d'escacs russa, que té el títol de Gran Mestre Femenína (WGM) des de 2001, i el de Mestre Internacional des de 2007.
Tot i que està inactiva des de l'abril de 2009, a la llista d'Elo de la FIDE de l'abril de 2021, hi tenia un Elo de 2448 punts, cosa que en feia el jugador número 285 absolut de Rússia. El seu màxim Elo va ser de 2468 punts, a la llista d'abril de 2008 (posició 1161 al rànquing mundial).

## Biografia
Kórbut va aprendre a jugar als escacs als nou anys, i des del principi va ser entrenada per l'entrenador i àrbitre uzbek Serguei Pintxuk. Es va mudar a Sant Petersburg amb la seva família i el seu entrenador, quan tenia 13 anys, i allà hi va estudiar economia. Va entrenar amb en Marat Makàrov, i en torneigs amb l'MI Oleg Biriukov.

## Resultats destacats en competició
L'octubre de 2000 acabà en tercer lloc al Campionat d'Europa Sub-18 celebrat a Chalkidiki. El març de 2003 va guanyar el Campionat de Rússia femení Sub-20, celebrat a Essentuky, al Caucas Nord, empatada al primer lloc amb Natàlia Pogónina. El desembre d'aquell mateix any va guanyar el torneig Admiralteiski de Sant Petersburg. En el Campionat de Rússia Sub-20 de 2004, a Samara, hi empatà al primer lloc amb Natàlia Pogónina.
El novembre de 2004, Kochi, al sud de l'Índia, es va proclamar Campiona del món Sub-20 amb una puntuació de 10,5 sobre 13, per damunt d'Elisabeth Pähtz i l'índia Karavade Eesha. Tot i que no es va assegurar el títol fins a l'última volta, es va mantenir invicta durant tot el torneig. Fou la primera russa Campiona del món júnior des que el 1988 ho fos Alissa Gal·liàmova. El desembre de 2006, a Gorodets, óblast de Nijni Nóvgorod, es proclamà Campiona femenina de Rússia.

### Participació en competicions per equips nacionals
El 2007 va participar a Iekaterinburg amb l'equip femení rus, al tercer tauler, al Campionat del món per equips, on les russes guanyaren la medalla d'argent, rere l'equip xinès. També el 2007, formà part de l'equip rus que, a Iràklion, guanyà el Campionat d'Europa per equips, competició en què també va rebre una medalla d'argent individual per a la seva puntuació de 5 de 7.